# Hercle
Herclé est une divinité étrusque dont le nom vient de l'Héraclès grec, qui donna ensuite l'Hercule latin.

## Description

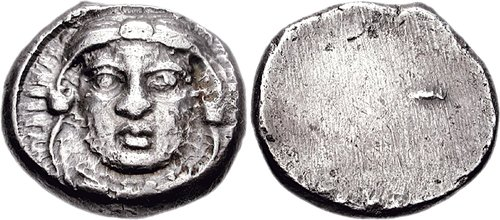
Herclé sur une pièce de monnaie de Populonia.

L'Herclé étrusque est un dieu, et non un héros comme l'Héraklès grec. Il est la seule divinité à apparaître sur le foie de Plaisance avec un nom quasi grec. Le héros grec s'est en effet acclimaté très tôt en Étrurie, où il apparaît sur des monuments de la fin du viie siècle ou du début du vie siècle av. J.-C. Les représentations qui le montrent luttant contre des bêtes sauvages, des monstres, ou contre Apollon / Apulu ou Héra / Uni (Junon sospita) sont sans doute à mettre en relation avec l'exercice du pouvoir par des tyrans comme ailleurs dans le monde grec,.
Herclé était probablement la divinité à laquelle était dédié le sanctuaire du lac de Falterona, le lago degli Idoli. Il y apparaît en tant que divinité guérisseuse, militaire, et en relation avec les eaux, à laquelle les malades offrent des ex-votos anatomiques, et les soldats de nombreuses armes ou cuirasses.
Herclé était un dieu très populaire en Étrurie et possédait une mythologie originale, comportant certains éléments d'origine orientale rappelant le Melqart phénicien. Herclé était adoré comme un défenseur du monde civilisé contre les bêtes et les monstres qui le menacent.

## Représentation
Herclé n'est pas seulement un avatar de l'Héraklès grec. Certains aspects de son mythe semblent spécifiquement étrusques. Des miroirs le représentent enlevant une dénommée Mlacuχ. Sur d'autres miroirs et des intailles, on le voit naviguer sur un radeau, peut-être un voyage vers l'Au-delà. D'autres représentations le montrent avec son fils Epiur auprès de Tinia. Ailleurs, il est le fils adoptif de Uni : sur un miroir est gravée l'inscription hercle unial clan, « Herclé, fils d'Uni ». De même ses nombreuses représentations avec Menrva, peut-être son épouse, ne sont pas d'origine grecque. Il faut sans doute imaginer une divinité étrusque connue avant qu'elle n'emprunte son nom au héros grec.
Herclé est représenté maîtrisant le taureau et le lion sur les terres cuites d'Acquarossa. Un acrotère du temple de Mater Matuta, dans l'aire de Sant'Omobono à Rome, représente Herclé en compagnie d'une divinité, sans doute Athéna, ou peut-être Héra-Aphrodite. Un ex-voto du temple de Menrva à Portonaccio le représente en compagnie d'Athéna. De ce même temple provient un autre acrotère représentant Héraklès disputant la biche de Cérynie à Apollon.
Ses attributs sont une peau de lion, le carquois et l'arc.
Il figure avec le nom herc sur le foie de Plaisance.
Sur un bronze datant entre 350 et 275 av. J.-C., on peut lire une inscription sur sa jambe droite « hercales MI » (« Je suis Herclé »).